# Manituk
A Manituk (Vigyázz, ha fúj a szél!) Lőrincz L. László 2008-ban megjelent sci-fi regénye. A könyv folytatása a 2009 májusában megjelent Kilenc csontfarkas című könyv.

## Történet
|  | Alább a cselekmény részletei következnek! |

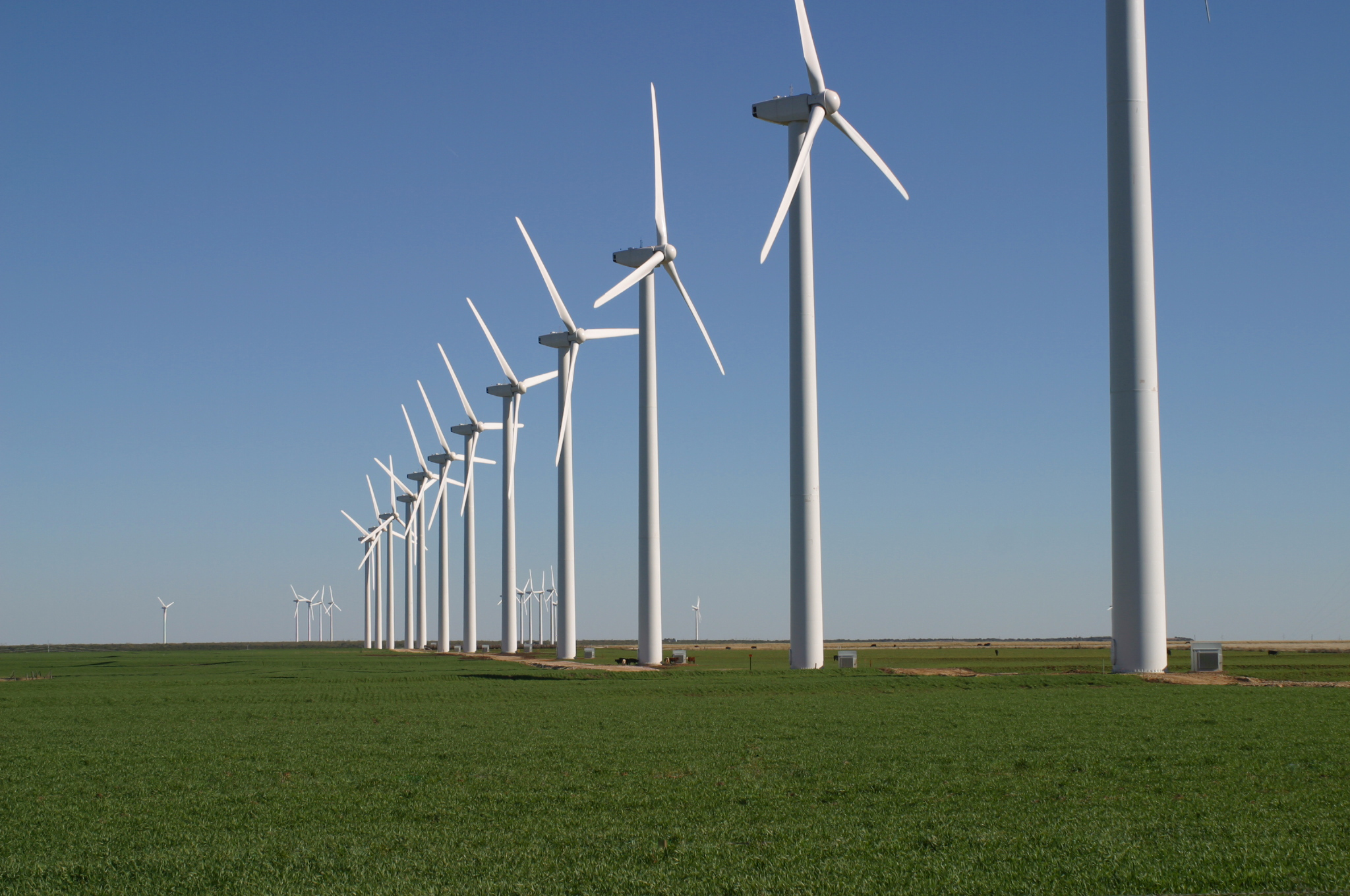
Szélturbinák

A történet az Amerikai Egyesült Államok területén lévő fiktív városban, Bocharochában játszódik. Itt dolgozik a város múzeumában Ross Candell régész, akit egy napon egy völgyhíd építési területére hívnak, mert indián temetőre bukkantak a munkások. Candell nyomozni kezd az indián temetővel kapcsolatban a közeli indián rezervátumban. A régész megtudja, hogy a temetőben nyugvó indiánokat a manituk, vagyis indián szellemek ölték meg, mert azok hidat akartak építeni a most készülő völgyhíd helyén. Az indiánok szerint a régi völgyhíd a manituk szent helyén épült, akik az indiánokkal együtt a völgyhidat is megsemmisítették.
Eközben Bell farmer különös háromszög alakú gabonakörökre bukkan a földjén. A hír eljut Candell fülébe is, aki valamiféle figyelmeztetést lát a jelekben.
Ezek után Candellt egy szélturbina-mező építési területére hívják, mert itt is indián temetőt találtak a munkások. Candell megszemléli a temetőt a magasból is egy daru segítségével. A régész a daruról észreveszi, hogy tíz sír található a temetőben kör alakban. Egy nagy sír a kör központi részén, és kilenc kisebb sír a kör körül. Candell a munkások segítségével kiássa a sírokat. A kisebb sírokban farkascsontvázakat találnak, míg a központi sírban egy oszlophoz láncolt ember csontvázát. Később a régész rájön, hogy az oszlophoz láncolt ember nem indián, hanem ajnu. Candell ezután a völgyhíd építése közben talált temetőt is megszemléli az egyik hídpillér tetejéről. A temető itt is ugyanúgy néz ki, mint a turbinamezőnél. A temető megszemlélése közben Candellt és csapatát egy titokzatos repülő, angyalnak látszó lény a szél erejével megtámadja. A támadást a csapat túléli, és épségben lejutnak a pillérről. Az indiánok szerint Candellt a manituk támadták meg, ám a régész szerint csak egyszerű szélvihar áldozatai lettek. Később viszont Candell többször is találkozik a manituk félelmetes erejével, ezért kénytelen hinni a létezésükben. Candell a titokzatos gabonakörökről is kideríti, hogy a manituk rajzolták, hogy figyelmeztessék az embereket arra, hogy le fogják rombolni a hegyek között lévő völgyhidat és szélturbinákat is. A régész kideríti, hogy a manitukat zavarja a két hegy közé épített épületek, mivel a szellemek innen nyernek energiát maguknak, az épületek pedig megakadályozzák őket a táplálkozásukban. Candell figyelmezteti a munkásokat, ám azok nem hallgatnak rá. Később a manituk teljesítik fenyegetéseiket. A szélturbina-mezőt lerombolják, ám a völgyhíd túl masszívnak bizonyul, és ép marad.

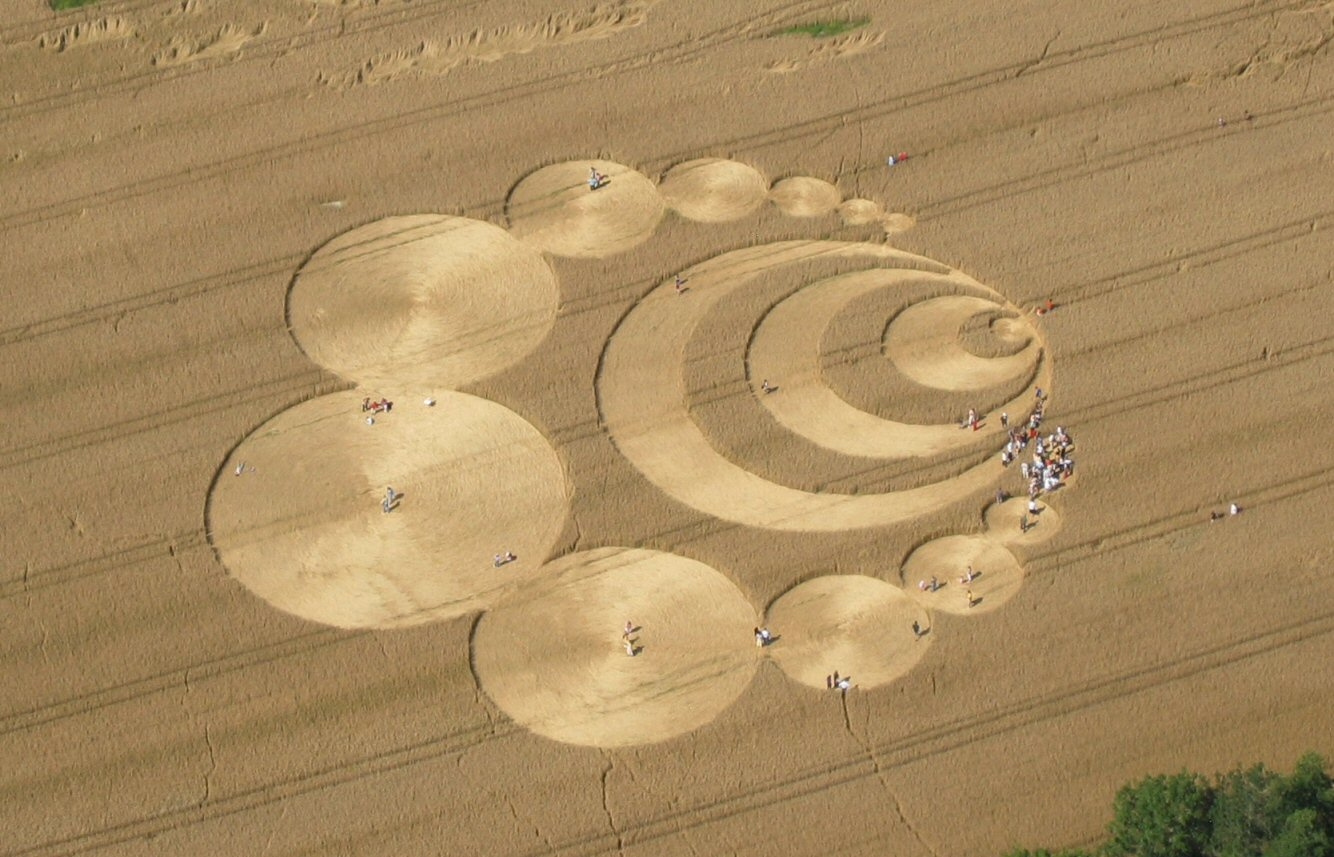
Gabonakörök

Candell több feljegyzésből is megtudja, hogy a manituk az egész világon tevékenykednek: Az ókorban levegőbe repítették Marcus Aurelius császár ostromgépeit, majd az 1700-as években egy kanadai vadász házát tüntették el. Egy repülő pilótái teheneket és fákat láttak a levegőben, a Himalájában pedig egy gát repült a magasba.
Hogy mi az igazság a manitukról? Kik ők valójában? A történet tovább folytatódik a Kilenc csontfarkas című könyvben.
|  | Itt a vége a cselekmény részletezésének! |